# Prussia Cove
Prussia Cove (korn. Porth Legh) – mała zatoka w regionie Penwith w południowo-zachodniej części Kornwalii, która wchodzi w skład Wielkiej Brytanii.
Jest niedostępna z lądu. Prussia Cove jest znana z powiązań z osiemnastowiecznym rabusiem i szmuglerem Johnem Carterem (ur. 1738), znanym jako "king of Prussia". W 1947 HMS "Warspite" wszedł tutaj na skały i tutaj został zezłomowany. Prace zakończono w 1950.